# Scopelogena
Genre
Classification phylogénétique
Scopelogena L.Bolus est un genre de plante de la famille des Aizoaceae.
Scopelogena L.Bolus, in J. S. African Bot. 28: 9 (1962).
Type : Scopelogena verruculata (L.) L.Bolus  (Mesembryanthemum verruculatum L.)

## Liste des espèces
- Scopelogena bruynsii Klak
- Scopelogena gracilis L.Bolus
- Scopelogena verruculata (L.) L.Bolus